# HMS Diamond (1652)
Diamond byla fregata anglického královského námořnictva postavená Peterem Pettem v loděnicích na Temži v Deptford Dockyard. Na vodu byla spuštěna 15. března 1652. V roce 1677 byla přezbrojena, její výzbroj byla zvýšena na 48 děl.
Fregata byla zajata Francouzi v roce 1693.